# 沙迪别汗
沙迪别汗（Shadi Beg Khan），金帐汗国可汗，1399-1407年在位。帖木儿·灭里之子，他的兄长帖木儿·忽格鲁特死后，沙迪别在也迪古支持下1399年即位。同一年也迪古到西伯利亚找脱脱迷失报复(也迪古父亲被他杀害)。
后沙迪别想巩固他地位,被也迪古以他汗弟不剌汗取代。他被流放到高加索直到1407年去世。
| 前任： 帖木儿·忽格鲁特汗 | 金帳汗國君主 1399年—1407年 | 繼任： 不剌汗 |